# Wandella australiensis
Wandella australiensis är en spindelart som först beskrevs av Ludwig Carl Christian Koch 1873.  Wandella australiensis ingår i släktet Wandella och familjen Filistatidae.
Artens utbredningsområde är Queensland. Inga underarter finns listade i Catalogue of Life.